# Javier López Fernández
Javier López Fernández (Madrid, 11 de noviembre de 1985), más conocido como Javi López, es un jurista y político español. Actualmente es eurodiputadoy Vicepresidente del Parlamento Europeo.
En el Parlamento Europeo es miembro titular de la Comisión de Medio Ambiente, Clima y Seguridad Alimentaria, de la Comisión de Seguridad y Defensa y de la Asamblea Parlamentaria Euro-Latinoamericana (EUROLAT). 
Además es miembro de la presidencia del Partido Socialista Europeo y miembro nato de la Comisión Ejecutiva del Partido de los Socialistas de Cataluña (PSC).

## Biografía

### Juventud y formación
Nació en Madrid, pero creció en la ciudad de Barcelona. Es licenciado en Derecho por la Universidad Pompeu Fabra (2008) y cursó el máster de Liderazgo para la Gestión Política y Social en la Universidad Autónoma de Barcelona (2009). 
Ha realizado el programa ejecutivo Senior Executives in National and International Security en Harvard Kennedy School-Executive Education (2018) y los cursos ejecutivos Climate Change: Economics and Governance (2020) Macroeconomic challenges of global imbalance (2016) en la London School of Economics-Executive School.
Ha sido profesor visitante de Historia y Debates Actuales de la UE en Blanquerna-Universidad Ramon Llull (2017-2022). Fue colaborador de la asignatura Instituciones del Derecho Comunitario en la Universidad Pompeu Fabra (2009). Publica regularmente artículos de análisis y opinión en medios de comunicación y publicaciones especializadas.

### Actividad política
Es diputado en el Parlamento Europeo desde 2014 y forma parte del Grupo de la Alianza Progresista de Socialistas y Demócratas. Es miembro nato de la Comisión Ejecutiva del Partido de los Socialistas de Cataluña (PSC) y forma parte de su Comisión Permanente. Es miembro de la presidencia del Partido Socialista Europeo en representación del PSOE desde 2018.
Ha sido el secretario de Impulso Europeo del Partido de los Socialistas de Cataluña (2016-2019) y su secretario de Política Europea e Internacional (2014-2016). Inició su activismo político en la Juventud Socialista de Cataluña (JSC), a raíz de las movilizaciones contra la guerra de Irak, donde fue posteriormente Primer Secretario (2009-2015). También ha sido consejero de distrito y portavoz del Grupo Socialista en el Distrito de Les Corts, Ayuntamiento de Barcelona (2011-2014).

### Parlamento Europeo (2014-2019)
En las elecciones al Parlamento Europeo de 2014, fue elegido eurodiputado; fue el más joven de los diputados elegidos en España en esas eleccionesy el candidato del Partido de los Socialistas de Cataluña tras vencer en las primarias organizadas por su partido con el 68,56% de los votos.
Durante la VIII legislatura del Parlamento Europeo fue miembro titular de la Comisión de Empleo y Asuntos Sociales y miembro suplente de la Comisión de Asuntos Exteriores. Durante esa legislatura, fue el ponente de los Informes “La lucha contra las desigualdades para impulsar la creación de empleo y el crecimiento” y “Las relaciones políticas de la Unión con América Latina".  Además fue titular de la Asamblea Parlamentaria Europea-Latinoamericana y suplente en la Comisión Parlamentaria Mixta UE-Turquía y la Delegación para las Relaciones con Mercosur.
En la Comisión de Asuntos Exteriores fue el presidente del Grupo de trabajo para la Vecindad Sur (2017-2019). Formó parte de las Misiones de Observación Electoral de la UE a las elecciones presidenciales de Tanzania de 2015 y actuó como jefe de la delegación del Parlamento Europeo a las elecciones legislativas y municipales de El Salvador en 2018.

### Parlamento Europeo (2019-2024)
En las elecciones al Parlamento Europeo de 2019 fue reelegido eurodiputado tras ser el candidato del Partido de los Socialistas de Cataluña integrado en la candidatura del PSOE. Fue Copresidente de la Asamblea Parlamentaria Euro-Latinoamericana (EuroLat) (2019-2024). En la VIV legislatura del Parlamento Europeo también fue miembro titular de la Comisión de Medio Ambiente, Salud Pública y Seguridad Alimentaria y de la Subcomisión de Seguridad y Defensa. También fue miembro suplente de la Comisión de Asuntos Exteriores y participó como titular de la Comisión Parlamentaria Mixta México – UE.
Durante la legislatura fue ponente del Informe de implementación de las “Directivas sobre la calidad del aire ambiente: Directiva 2004/107/CE y Directiva 2008/50/CE”y el Informe legislativo de la "Directiva de la calidad del airey los Informes sobre “la Unión y la defensa del multilateralismo”y sobre la “Capacidad de Despliegue Rápido de la UE, los grupos de combate de la UE y el artículo 44 del TUE: próximas etapas”.
Ha sido el Jefe de la Misión de Observación Electoral de la UE a las elecciones presidenciales y legislativas de Colombia en 2022y miembro de la delegación del Parlamento Europeo de la MOE a las elecciones regionales y municipales de Venezuela en 2021.

### Parlamento Europeo (2024)
En las elecciones al Parlamento Europeo de 2024, fue reelegido eurodiputadotras, de nuevo, ser el candidato del Partido de los Socialistas de Cataluña, integrado en la candidatura del PSOE. Con el inicio de la legislatura, fue elegido vicepresidente noveno del Parlamento Europeo. Entre sus responsabilidades como vicepresidente del Parlamento están: el Presupuesto, los Partidos políticos europeos y las fundaciones políticas europeas o su papel como sustituto de la presidenta para América Latina.
En la X legislatura del Parlamento Europeo, es miembro titular de la Comisión de Medio Ambiente, Clima y Seguridad Alimentaria, de la Comisión de Seguridad y Defensa, y de la Asamblea Parlamentaria Euro-Latinoamericana (Eurolat). Asimismo, es miembro suplente de la Comisión de Asuntos Exteriores.
Además, participa como miembro titular en la Comisión Parlamentaria Mixta México–UE y como miembro suplente en la Delegación para las Relaciones con la República Popular China.

### Otras afiliaciones
También es miembro del Consejo del think tank europeo European Council on Foreign Relations (ECFR)y del Patronato de la Fundación Rafael Campalans.